# VC Kanti Schaffhausen
Der VC Kanti Schaffhausen ist ein Schweizer Frauen-Volleyballverein aus Schaffhausen. Der Verein besteht aus rund 160 Mitgliedern und basiert auf den Bereichen Jugendsport, Breitensport und Leistungssport.

## Vereinsgeschichte
Der Verein wurde 1973 noch unter dem Namen VBC Volta gegründet, bis er dann im Jahr 1978 in VC Kanti umbenannt wurde.
Bereits 1979 erreichte der Verein mit seiner Jugendvolleyballmannschaft der Mädchen mit dem Gewinn des Schweizer Meistertitels erste Erfolge. Seit 1991 spielt die Frauenmannschaft des VC Kanti durchgehend in der NLA, der 1. Volleyball-Liga in der Schweiz, und wurde mehrmals Vizemeister. 2000, 2009 und 2021 wurde man Schweizer Pokalsieger. Auch durch die erfolgreichen Teilnahmen der Frauenvolleyballmannschaft am CEV-Pokal erreichte der VC Kanti überregional Bekanntheit.
SCHWEIZER MEISTERSCHAFT
2023/2024      6. Rang
2022/2023      5. Rang
2021/2022      3. Rang
2020/2021      4. Rang
2019/2020      Abbruch Corona Playoff ½-Final2018/2019      4. Rang
2017/2018      4. Rang
2016/2017      8. Rang
2015/2016      9. Rang
2014/2015      6. Rang
2013/2014      4. Rang
2012/2013      Vize-Schweizer Meister
2011/2012      5. Rang
2010/2011      5. Rang
2009/2010      5. Rang
2008/2009      Vize-Schweizer-Meister
2007/2008      Vize-Schweizer-Meister
2003/2004      Vize-Schweizer-Meister
2001/2002      Gewinn der Bronze-Medaille
1997/1998      Erstmals Vize-Schweizer-Meister                         Schweizer Meister Juniorinnen A
1990/1991      Aufstieg Nationalliga A

SCHWEIZER CUP
2020/2021     Cup-Sieger
2008/2009     Cup-Sieger
2000–2002     Cup-Finalist
1999/2000     Cup-Sieger
1992/1993     Erstmals im Halbfinal

## Teilnahme an internationalen Wettkämpfen
Der Verein hat an den folgenden internationalen Wettbewerben teilgenommen:
- 1994/95: CEV-Pokal
- 1995/96: CEV-Pokal
- 1997/98: CEV-Pokal
- 1998/99: CEV-Pokal
- 1999/2000: CEV-Pokal
- 2000/01: Top Teams Cup
- 2001/02: CEV-Pokal
- 2003/04: CEV-Pokal
- 2005/06: CEV-Pokal
- 2006/07: CEV-Pokal
- 2007/08: Challenge Cup
- 2008/09: CEV-Pokal
- 2009/10: CEV-Pokal
- 2010/11: Challenge Cup
- 2011/12: Challenge Cup
- 2013/14: CEV-Pokal
- 2014/15: Challenge Cup
- 2018/19: Challenge Cup
- 2019/20: Challenge Cup
- 2020/21: Challenge Cup (Rückzug wegen COVID-19)
- 2021/22: Challenge Cup
- 2022/23: Challenge Cup
- 2023/24: Challenge Cup
- 2024/25: Challenge Cup

## Sportstätten
Die Mannschaften des VC Kanti nutzen sechs Sportstätten in Schaffhausen:
- BBC Arena (hier werden alle NLA-Spiele ausgetragen)
- Hohberghalle (Juniorinnen)
- Neue Kantihalle
- Emmersberghalle
- Gräflerhalle